# قشلاق خان حسين ودلان حاج محمد تقي (مقاطعة بيله سوار)
قشلاق خان حسين ودلان حاج محمد تقي (بالفارسية: قشلاق خان‌حسین ودلان حاج محمدتقی) هي منطقة سكنية تقع في إيران في أردبيل. يقدر عدد سكانها بـ 62 نسمة .